# Стрейд
Стрейд (англ. Strade; ирл. An tSráid, «улица») — деревня в Ирландии, находится в графстве Мейо (провинция Коннахт) у трассы N58. Население — 602 человека (по переписи 2002 года).
В деревне находятся руины монастыря с сохранившимися барельефами.